# Diana Cabrera (Sportschützin)
Diana Valerie Cabrera (* 18. März 1984 in Toronto, Kanada) ist eine uruguayisch-kanadische Sportschützin.
Die je nach Quellenlage 1,51 Meter oder 1,52 Meter große Diana Cabrera, die 2011 ein Wettkampfgewicht von 65 kg auf die Waage brachte, begann im September 1999 im Scarborough Rifle Club mit dem Schießsport. Der Anlass dafür, diesen Sport aufzunehmen, war die Erkrankung ihres Vaters, der über umfangreichen Waffenbesitz verfügte. Diese Waffen befürchtete er infolge seiner Erkrankung abgeben zu müssen. Um dies zu verhindern, bat er seine Tochter, eine PAL-Waffenlizenz zu erwerben. Diesem Wunsch kam Cabrera nach und begann in der Folge mit dem Schießsport. 2006 ging sie für Kanada bei den Commonwealth Games in der Disziplin 50-Meter-Gewehr an den Start. Cabrera nahm, nunmehr als Mitglied der uruguayischen Nationalmannschaft, auch an den Panamerikanischen Spielen 2007 in Rio de Janeiro teil. 2010 startete die für den kanadischen Schießsportverband (Canadian Shooting Sports Association) arbeitende Cabrera bei den Südamerikaspielen 2010 in Medellín und gewann dort mit einem erzielten Ergebnis von 573 Punkten die Bronzemedaille. Dieser Medaillengewinn war der erste in der uruguayischen Sportgeschichte im Rahmen dieser Veranstaltung bei einem Wettbewerb in dieser Sportart. Erneut gehörte sie dem uruguayischen Aufgebot bei den Panamerikanischen Spielen 2011 in Guadalajara an. Dort belegte sie im 10-Meter-Luftgewehr-Wettbewerb den 28. und damit vorletzten Platz mit 374 erzielten Punkten. 2014 trat sie sowohl bei den Weltmeisterschaften als auch bei den Amerikanischen Meisterschaften an. Im Folgejahr nahm sie mit der uruguayischen Mannschaft an den Panamerikanischen Spielen 2015 in Toronto teil. Dort belegte sie mit dem 10-Meter-Luftgewehr und dem 50-Meter-Gewehr jeweils den 21. Platz.